# Escrutinio mayoritario uninominal
El sistema electoral de escrutinio mayoritario uninominal (también conocido por su nombre inglés, first-past-the-post) es un sistema electoral en el que el votante puede elegir un único candidato de entre los que se presentan, proclamándose ganador aquel que recibe el mayor número de votos, es decir, una mayoría simple o pluralidad.
El sistema uninominal mayoritario se utiliza para elegir a los miembros del parlamento en sistemas parlamentarios como el Reino Unido y Canadá.

## Descripción
En este sistema electoral, en cada circunscripción uninominal en que se divide el país, cada elector puede expresar una única opción: el candidato que obtenga la mayoría relativa de votos (pluralidad) es luego proclamado elegido para esa circunscripción, sin ninguna cantidad o umbral mínimo de votos requeridos. En cambio, todos los demás votos se descartan.
Ejemplo
|               | Votos   | %      | Resultado |
| ------------- | ------- | ------ | --------- |
| Candidatura A | 49 000  | 41,50  | Electo/a  |
| Candidatura B | 38 000  | 32,20  | Pierde    |
| Candidatura C | 22 000  | 18,60  | Pierde    |
| Candidatura D | 9000    | 7,60   | Pierde    |
| Total         | 118 000 | 100,00 |           |

## Efectos
El escrutinio mayoritario uninominal se considera un sistema muy simple, tanto en términos de comprensión por parte de los votantes como en términos de votación y proclamación del ganador. Este sistema tiende a garantizar una seca gobernabilidad parlamentaria entre los partidos más grandes, tanto que según la ley de Duverger (teorizada por el politólogo francés Maurice Duverger en la década de 1950) la mayoría uninominal hace que el sistema político tienda al bipartidismo.

### Ventajas
El escrutinio mayoritario uninominal suele producir gobiernos que tienen mayorías legislativas de voto, proporcionando así a dichos gobiernos el poder legislativo necesario para implementar sus compromisos del programa electoral durante su mandato. Esto puede ser beneficioso para el país en cuestión en circunstancias en las que la agenda legislativa del gobierno cuenta con un amplio apoyo público (aunque potencialmente dividido entre partidos), o al menos beneficia a la sociedad en su conjunto. Sin embargo, entregar una mayoría de votos legislativos a un gobierno que carece de apoyo popular puede ser problemático cuando las políticas de dicho gobierno favorecen solo a la fracción del electorado que lo apoyó (particularmente si el electorado se divide en líneas tribales, religiosas o urbanas/rurales).
Los partidarios de este sistema también argumentan que el uso de la representación proporcional puede permitir que los partidos más pequeños se vuelvan decisivos en la legislatura del país y obtengan una influencia que de otro modo no disfrutarían. Argumentan que el escrutinio mayoritario uninominal generalmente reduce esta posibilidad, excepto cuando las partes tienen una base regional sólida. Un periodista de Haaretz señaló que el parlamento israelí, altamente proporcional, «otorga un gran poder a partidos relativamente pequeños, lo que obliga al gobierno a ceder al chantaje político y llegar a compromisos», dando a los partidos pequeños equilibrio de poder y una influencia desproporcionada con respecto a sus votos.
David Cameron describió que permitir la entrada al Parlamento a personas que no terminaron en primer lugar en su distrito fue la creación de un «Parlamento lleno de segundas opciones que nadie realmente quería pero que tampoco objetaba». Winston Churchill criticó el sistema de votación alternativo como «determinado por los votos más inútiles dados a los candidatos más inútiles».

### Problemas de representatividad

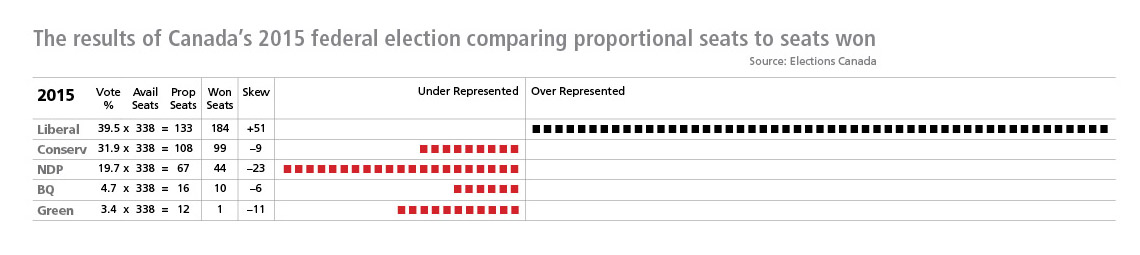

El escrutinio mayoritario uninominal es criticado por no reflejar el voto popular en el número de escaños parlamentarios/legislativos otorgados a los partidos en competencia. Los críticos argumentan que un requisito fundamental de un sistema electoral es representar con precisión los puntos de vista de los votantes, pero el sistema suele fallar en este sentido. A menudo crea "mayorías falsas" al sobrerrepresentar a los partidos más grandes (dando la mayoría de los escaños a un partido que no recibió la mayoría de los votos) mientras que subrepresenta a los más pequeños. El diagrama de la derecha, que resume las elecciones federales de 2015 en Canadá, demuestra cómo el sistema de escrutinio mayoritario uninominal puede tergiversar el voto popular.

### Problemas geográficos

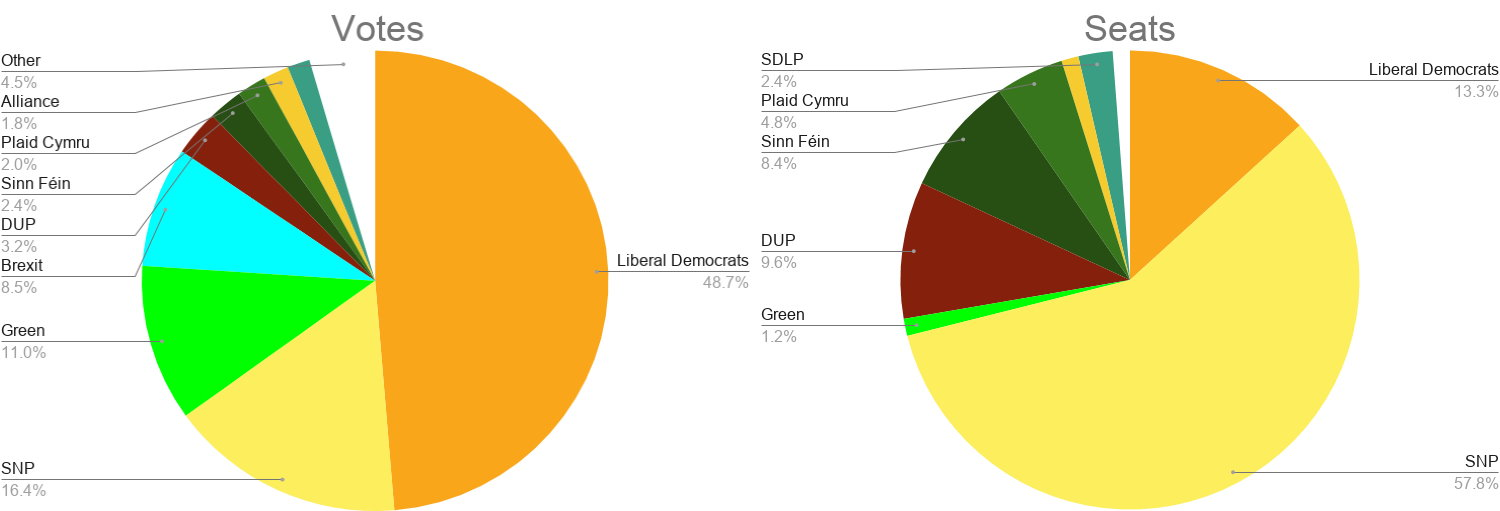
Los partidos regionales obtienen proporcionalmente más escaños que su porcentaje de votos. Votos (izquierda) v escaños (derecha) obtenidos en las elecciones generales del Reino Unido de 2019 con conservadores y laboristas eliminados.

El sistema tiende a favorecer a partidos que pueden concentrar su votación en ciertos distritos (o en un sentido más amplio en áreas geográficas específicas). Esto se debe a que al hacer esto ganan muchos escaños y no "desperdician" muchos votos en otras áreas.
La Sociedad Británica de Reforma Electoral (ERS) dice que los partidos regionales se benefician de este sistema: «Teniendo una base geográfica, los partidos que son pequeños en todo el Reino Unido todavía pueden hacerlo muy bien».
Por otro lado, los partidos menores que no concentran su voto suelen acabar obteniendo una proporción mucho menor de escaños que de votos, ya que pierden la mayoría de los escaños que disputan y «desperdician» la mayor parte de sus votos.
La ERS también dice que en las elecciones del sistema de escrutinio mayoritario uninominal que utilizan muchos distritos separados «los partidos pequeños sin una base geográfica tienen dificultades para ganar escaños».

Gráfico que muestra la diferencia entre el voto popular (círculo interior) y los escaños ganados por los partidos (círculo exterior) en las elecciones generales del Reino Unido de 2015.

El grupo de presión Make Votes Matter dijo que en las elecciones generales del Reino Unido de 2017, «el Partido Verde, los Liberal Demócratas y el UKIP (partidos minoritarios no regionales) recibieron el 11 % de los votos entre ellos, pero compartieron solo el 2 % de los escaños», y en el elecciones generales del Reino Unido de 2015, «los mismos tres partidos recibieron casi una cuarta parte de todos los votos emitidos, sin embargo, estos partidos compartieron solo el 1,5 % de los escaños". También dice que en las elecciones bajo este sistema que utilizan muchos distritos separados a los «partidos pequeños sin un base les cuesta ganar escaños». Según Make Votes Matter, tal como se muestra en el gráfico de la derecha, en las elecciones generales del Reino Unido de 2015, el UKIP ocupó el tercer lugar en términos de número de votos (3,9 millones, 12,6 %), pero ganó solo un escaño en el Parlamento, lo que resultó en un escaño por cada 3,9 millones de votos. Los conservadores, en cambio, recibieron un escaño por cada 34.000 votos.

#### Distorsiones en la representación geográfica
La naturaleza de "el ganador se lleva todo" del sistema de escrutinio mayoritario uninominal conduce a patrones de representación distorsionados, ya que exagera la correlación entre el apoyo al partido y la geografía.
Por ejemplo, en el Reino Unido, el Partido Conservador representa la mayoría de los asientos rurales en Inglaterra y la mayor parte del sur de Inglaterra, mientras que el Partido Laborista representa la mayoría de los centros urbanos y la mayor parte del norte de Inglaterra. Este patrón esconde la gran cantidad de votos del partido no dominante. Los partidos pueden encontrarse sin políticos electos en partes significativas del país, aumentando los sentimientos de regionalismo. Los adherentes del partido en esas secciones del país (que, sin embargo, pueden ser una minoría significativa) no están representados.
En las elecciones canadienses de 2019, el Partido Conservador ganó el 98 % de los escaños en Alberta/Saskatchewan con solo el 68 % de los votos. Todos menos los conservadores están prácticamente sin representación; la apariencia general es que todos los residentes de esas dos provincias son conservadores, lo cual es una exageración.

### Votación táctica
En mayor medida que muchos otros, el escrutinio mayoritario uninominal fomenta la votación táctica o utilitarista. Los votantes tienen un incentivo para votar por un candidato que, según predicen, tiene más probabilidades de ganar, en lugar de su candidato realmente preferido, que probablemente no gane y para quien un voto podría considerarse como un voto perdido o desperdiciado. La posición a veces se resume, en una forma extrema, como «todos los votos para cualquiera que no sea el segundo lugar son votos para el ganador». Esto se debe a que los votos para estos otros candidatos niegan el apoyo potencial del candidato en segundo lugar, que de otro modo podría haber ganado. Así, por ejemplo, tras las extremadamente cerradas elecciones presidenciales de 2000 en Estados Unidos, algunos partidarios del candidato demócrata Al Gore creían que una de las razones por las que perdió ante el republicano George W. Bush es que una parte del electorado (2,7 %) votó por Ralph Nader del Partido Verde, y las encuestas a boca de urna indicaban que más de ellos hubieran preferido a Gore (45 %) que a Bush (27 %). Esta elección fue finalmente determinada por los resultados de Florida, donde Bush prevaleció sobre Gore por un margen de solo 537 votos (0,009 %), que fue superado con creces por los 97488 (1,635 %) votos emitidos por Nader en ese estado.

### Efectos en el sistema de partidos
La ley de Duverger es una idea en ciencia política que dice que los distritos electorales que usan métodos de escrutinio mayoritario uninominal conducirán a sistemas bipartidistas, después de cierto tiempo. El economista Jeffrey Sachs explica:

La principal razón del carácter mayoritario de Estados Unidos es el sistema electoral del Congreso. Los miembros del Congreso son elegidos en distritos uninominales de acuerdo con el principio de "first-past-the-post" (FPTP), lo que significa que el candidato con la pluralidad de votos es el ganador del escaño en el Congreso. El partido o partidos perdedores no obtienen representación alguna. La elección del primero después del poste tiende a producir un pequeño número de partidos importantes, quizás solo dos, un principio conocido en la ciencia política como Ley de Duverger. Los partidos más pequeños son pisoteados en las elecciones primarias.
Sachs, J. (2011), The Price of Civilization, 2011

Sin embargo, la mayoría de los países con elecciones primarias tienen legislaturas multipartidistas, siendo Estados Unidos la principal excepción.
Existe un contraargumento a la ley de Duverger, que si bien a nivel nacional un sistema de pluralidad puede alentar a dos partidos, en los distritos electorales individuales, las supermayorías llevarán a la fragmentación del voto.
Se ha sugerido que las distorsiones en la representación geográfica proporcionan incentivos para que los partidos ignoren los intereses de áreas en las que son demasiado débiles para tener muchas posibilidades de obtener representación, lo que lleva a representantes que no gobiernan pensando en el interés nacional general. Además, durante las campañas electorales, la actividad de campaña de los partidos tiende a centrarse en distritos disputados con escaños marginales donde existe la posibilidad de un cambio en la representación, dejando áreas más seguras excluidas de la participación en una campaña activa. Los partidos políticos operan apuntando a los distritos, dirigiendo a sus activistas y propuestas de políticas hacia aquellas áreas consideradas marginales, donde cada voto adicional tiene más valor.

### Votos desperdiciados
Los votos desperdiciados se consideran aquellos emitidos por candidatos perdedores y por candidatos ganadores en exceso del número requerido para la victoria. Por ejemplo, en las elecciones generales del Reino Unido de 2005, el 52 % de los votos se emitieron para candidatos perdedores y el 18 % fueron votos en exceso, un total de 70 % de votos "perdidos". Sobre esta base, es posible que una gran mayoría de votos no contribuya a determinar el resultado. Este sistema de "el ganador se lo lleva todo" puede ser una de las razones por las que «la participación de los votantes tiende a ser menor en países con FPTP que en otros lugares».

### Potencial extremismo político y supresión de la diversidad
The Constitution Society publicó un informe en abril del 2019 que afirmaba que, "[en ciertas circunstancias] el FPTP puede... incitar a la política extrema, ya que si una facción radical gana el control de uno de los partidos políticos principales, el FPTP trabaja para preservar la posición de ese partido... Esto se debe a que el efecto psicológico del sistema de pluralidad desincentiva a los partidarios de un partido mayoritario de votar por un menor partido en protesta por sus políticas, ya que hacerlo probablemente solo ayudaría al principal rival del partido principal. En lugar de restringir las voces extremas, el FPTP hoy empodera a las voces (relativamente) extremas de las membresías de los partidos laboristas y conservadores».
Los defensores de la reforma electoral han argumentado que el uso del escrutinio mayoritario uninominal en Sudáfrica fue un factor que contribuyó a que el país adoptara el sistema de apartheid después de las elecciones generales de 1948 en ese país.
Asimismo, según el grupo de presión política Make Votes Matter, el sistema de escrutinio mayoritario uninominal crea un poderoso incentivo electoral para que los partidos grandes apunten a segmentos similares de votantes con políticas similares. El efecto de esto reduce la diversidad política en un país porque los partidos más grandes están incentivados a unirse en torno a políticas similares.

## Uso contemporáneo

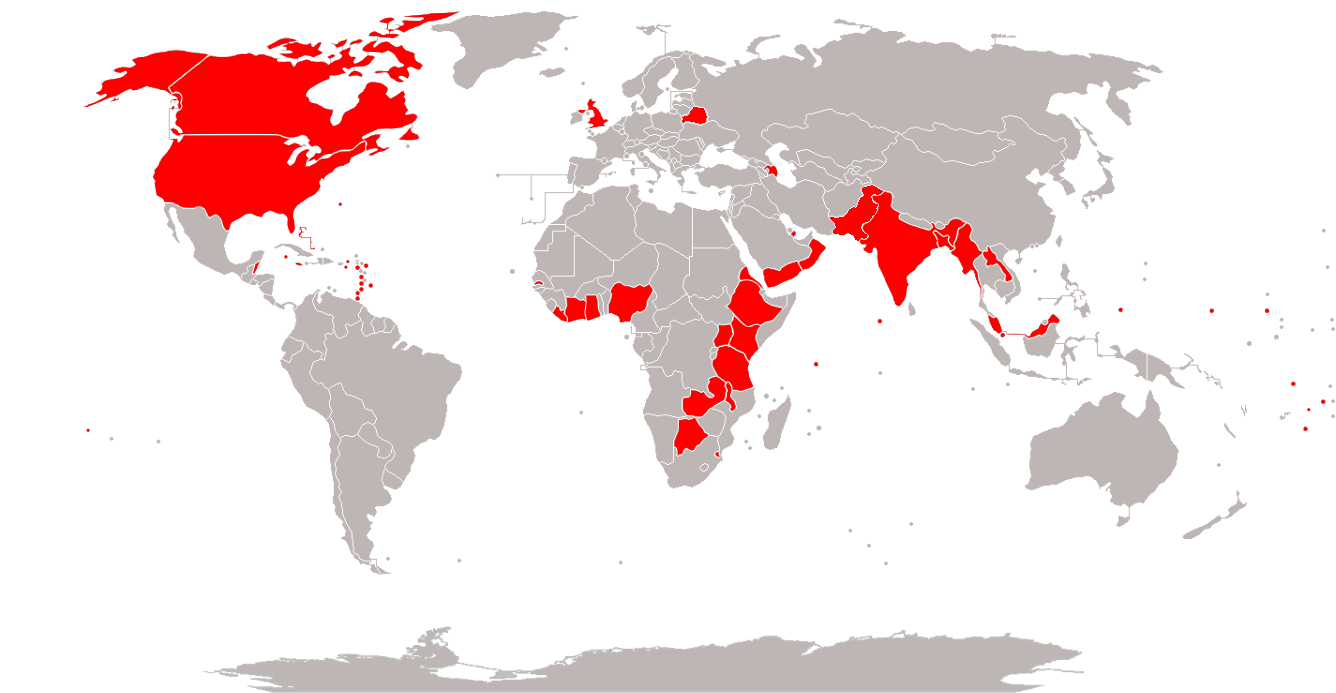
Países que utilizan el sistema de escrutinio mayoritario uninominal en sus elecciones legislativas nacionales

El escrutinio mayoritario uninominal es utilizado en la mayor parte de los países anglosajones, a partir del Reino Unido, que lo usa para elegir los miembros de la Cámara de los Comunes a partir de fines del siglo XIX y que lo difundió en sus dominion, como Canadá, India (limitadamente en la Lok Sabha), Nueva Zelanda (que lo usó hasta 1993) y Australia (entre 1901 y 1917).
También es utilizado en Estados Unidos para elegir los miembros del Congreso en casi todos los estados, exceptuándose California, Georgia, Luisiana y Washington, que utilizan el sistema con segunda vuelta electoral, y Maine, que desde 2018 utiliza la segunda vuelta instantánea. Antes de las elecciones de 2020, los estados estadounidenses de Alaska y Maine abandonaron por completo el FPTP a favor de la votación por clasificación. En los Estados Unidos, 48 de los 50 estados y el Distrito de Columbia usan FPTP para elegir a los electores del Colegio Electoral (que a su vez elige al presidente); Maine y Nebraska usan una variación en la que el FPTP otorga el voto electoral de cada distrito del Congreso, y el ganador estatal recibe dos votos electorales adicionales. En los estados que emplean FPTP, el candidato presidencial que obtiene la mayor cantidad de votos gana todos los electores (escaños) disponibles del estado, independientemente del número o porcentaje de votos obtenidos, o la diferencia que separa al candidato principal y al primer finalista.
Debido al hecho de que la India tiene más de 800 millones de votantes, el escrutinio mayoritario uninominal es el sistema electoral utilizado por la mayor cantidad de personas en el mundo.
Hacia fines de la década de 2010, los siguientes países contaban con el sistema de votación de escrutinio mayoritario uninominal para sus legislaturas nacionales:
- Antigua y Barbuda
- Provincias de Argentina:
  - Catamarca
  - Córdoba
  - Entre Ríos
  - La Rioja
  - Salta
  - San Juan
  - San Luis
  - Santa Cruz
  - Santa Fe
- Azerbaiyán
- Bahamas
- Barbados
- Bangladés
- Belice
- Bermudas (Reino Unido)
- Bután
- Botsuana
- Brasil (Senado Federal)
- Canadá (Cámara de los Comunes)
- Islas Caimán (Reino Unido)
- Costa de Marfil
- Islas Cook (Nueva Zelanda)
- Dominica
- Eritrea
- Estados Unidos
- Eswatini
- Etiopía
- Gambia
- Ghana
- Granada
- India
- Irán (solo se usa en distritos electorales uninominales para la Asamblea de los Expertos)
- Irak
- Jamaica
- Kenia
- Kuwait
- Laos
- Liberia
- Islas Marshall
- Maldivas
- Malawi
- Malasia
- Mauricio
- Micronesia
- Myanmar
- Nigeria
- Niue (Nueva Zelanda)
- Omán
- Pakistán
- Palaos
- Polonia (Senado)
- Reino Unido
- San Cristóbal y Nieves
- Santa Lucía
- San Vicente y las Granadinas
- Samoa
- Seychelles
- Singapur
- Sierra Leona
- Islas Salomón
- Taiwán
- Tonga
- Trinidad y Tobago
- Tuvalu
- Uganda
- Islas Vírgenes (Británicas y Estadounidenses)
- Yemen
- Zambia
- Andorra

### Otros sistemas electorales
- Juicio usual
- Escrutinio mayoritario plurinominal
- Escrutinio proporcional plurinominal
- Representación proporcional mixta